# Hayato Hashimoto
Hayato Hashimoto (橋本 早十 Hashimoto Hayato?), född 15 september 1981 i Fukui prefektur, är en japansk före detta fotbollsspelare.
Hashimoto började sin karriär 2004 i Omiya Ardija. Han spelade 107 ligamatcher för klubben. Efter Omiya Ardija spelade han för Chonburi FC och DRB-Hicom FC. Han avslutade karriären 2015.